# 巴西首都

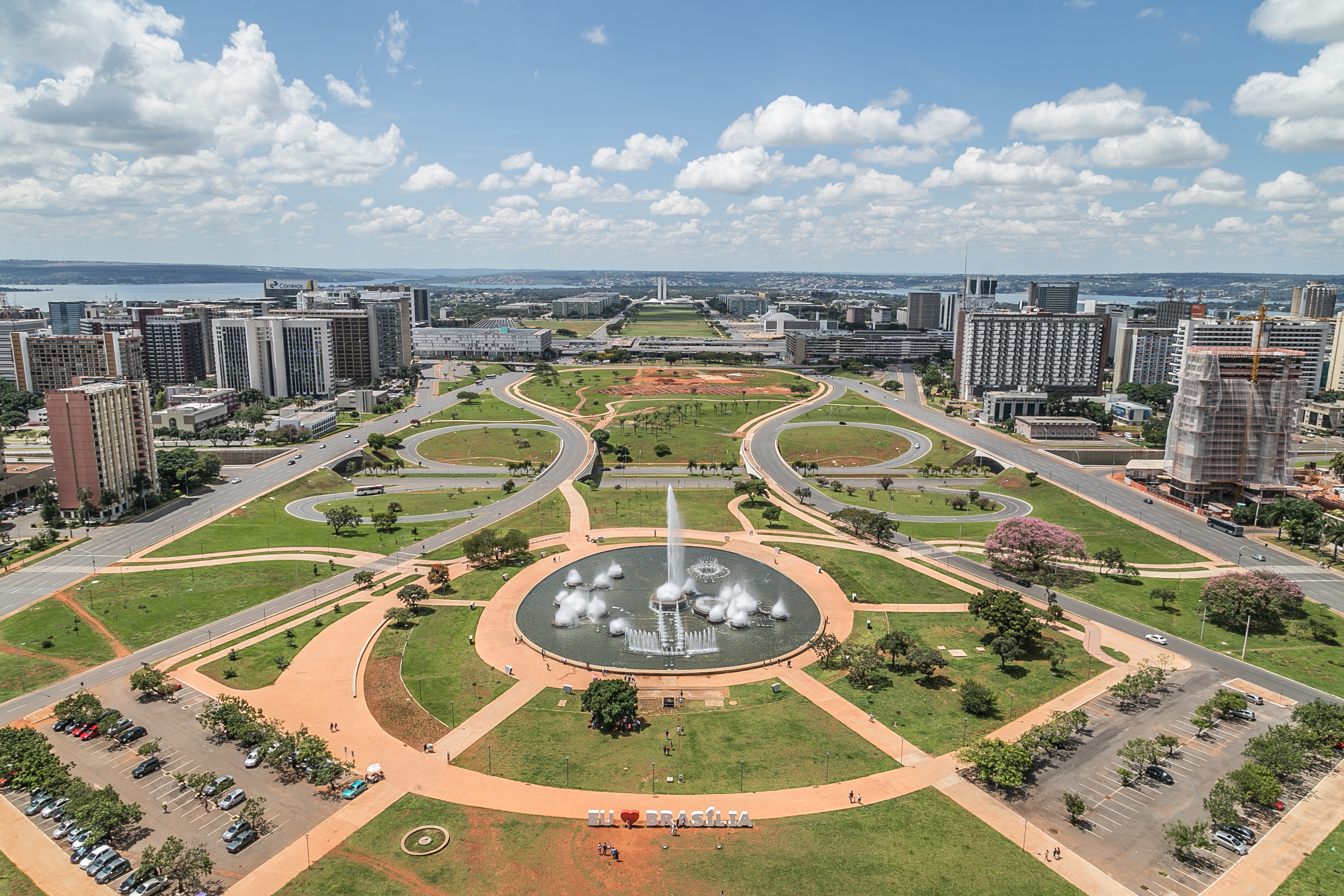
巴西首都巴西利亚是根据城市规划师盧西奧·科斯塔的计划建造的都市，以其创新的建筑而闻名

巴西首都现今位于巴西利亚，这座城市于1956年由巴西总统儒塞利諾·庫比契克下令建造，1960年4月21日正式启用。在此之前，里约热内卢于1763年至1960年定为该国首都；萨尔瓦多则是葡萄牙殖民统治巴西期间，最初两个世纪的行政中心所在地，被称为“巴西的第一个首都”。

## 历史

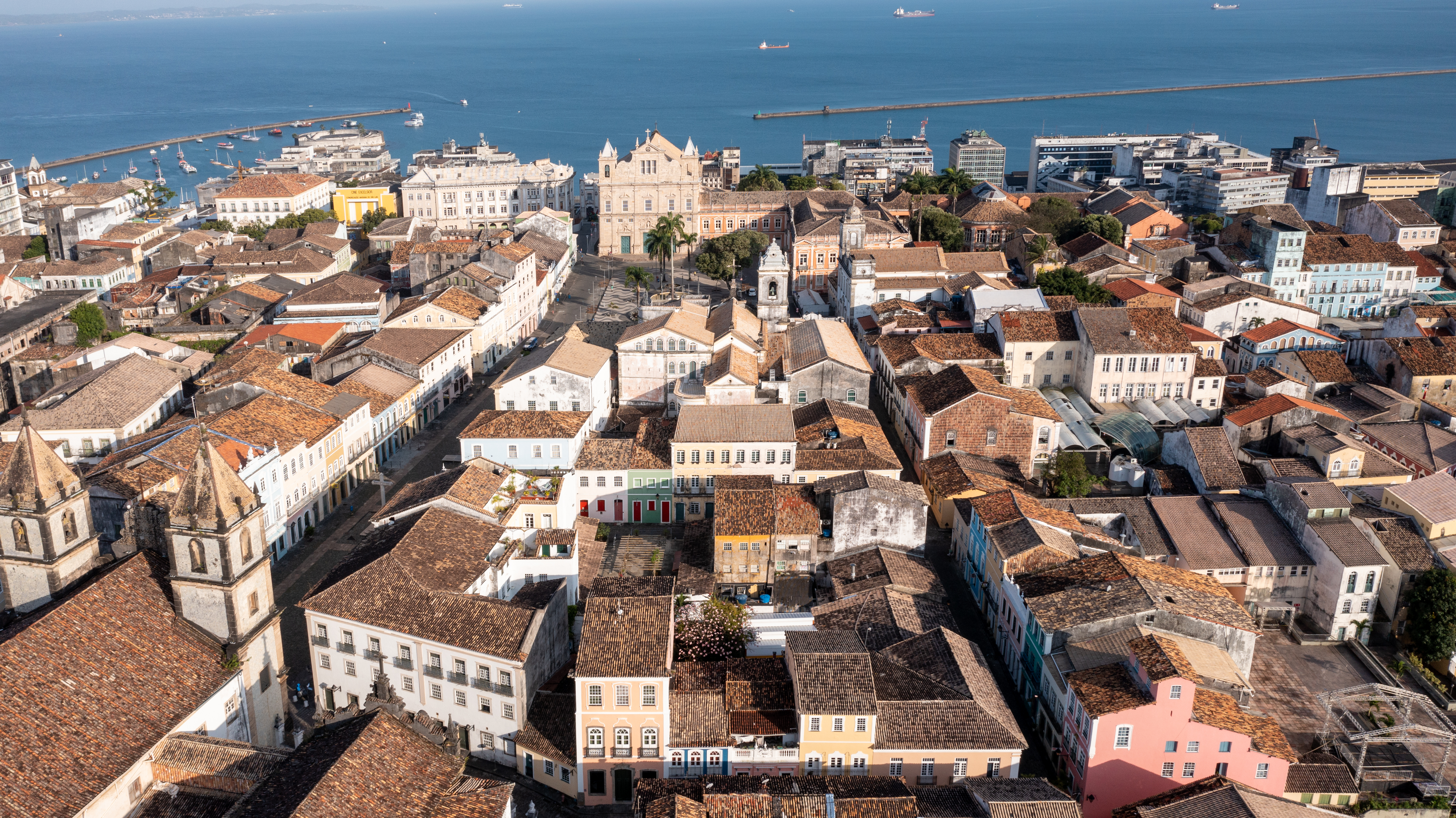
从半空鸟瞰巴伊亚州的萨尔瓦多历史中心

现代巴西的历史和发展中，有三座城市曾经公认为该国首都，首先是位于巴西东北部巴伊亚州的萨尔瓦多，从1549年开始至1763年为止，作为首都城市达214年；然后是巴西东南部里約熱內盧州的里约热内卢，从1763年开始至1960年为止，作为首都城市达197年；再后来迁至巴西中西部聯邦區的巴西利亚，从1960年开始至现在，作为首都城市已有65年。
值得一提的是，巴西及南美洲最大城市圣保罗作为主要工业中心，被誉为巴西乃至整个南美洲的金融之都；同时，圣保罗也是“巴西文化之都”，里约热内卢则是“巴西旅游想象之都”。

### 萨尔瓦多
巴西殖民地时期，葡萄牙帝國在葡属美洲实施的第一个行政体制，称为都督辖区；1534年至1549年期间，巴西领地被划分为若干区域，由葡萄牙国王若昂三世信任的贵族统治。
1549年开始，葡属美洲重新整合并成立巴西总督府；该年3月29日，第一任总督托梅·德索萨正式建立萨尔瓦多城，因为这个地区生产巴西红木和甘蔗，并且其地理位置有利于将开采资源运输到欧洲大陆。
1551年，萨尔瓦多成为巴西首个天主教会主教座所在地，现在仍是巴西天主教的中心，其总主教享有“全巴西首席主教”的头衔。

### 里约热内卢

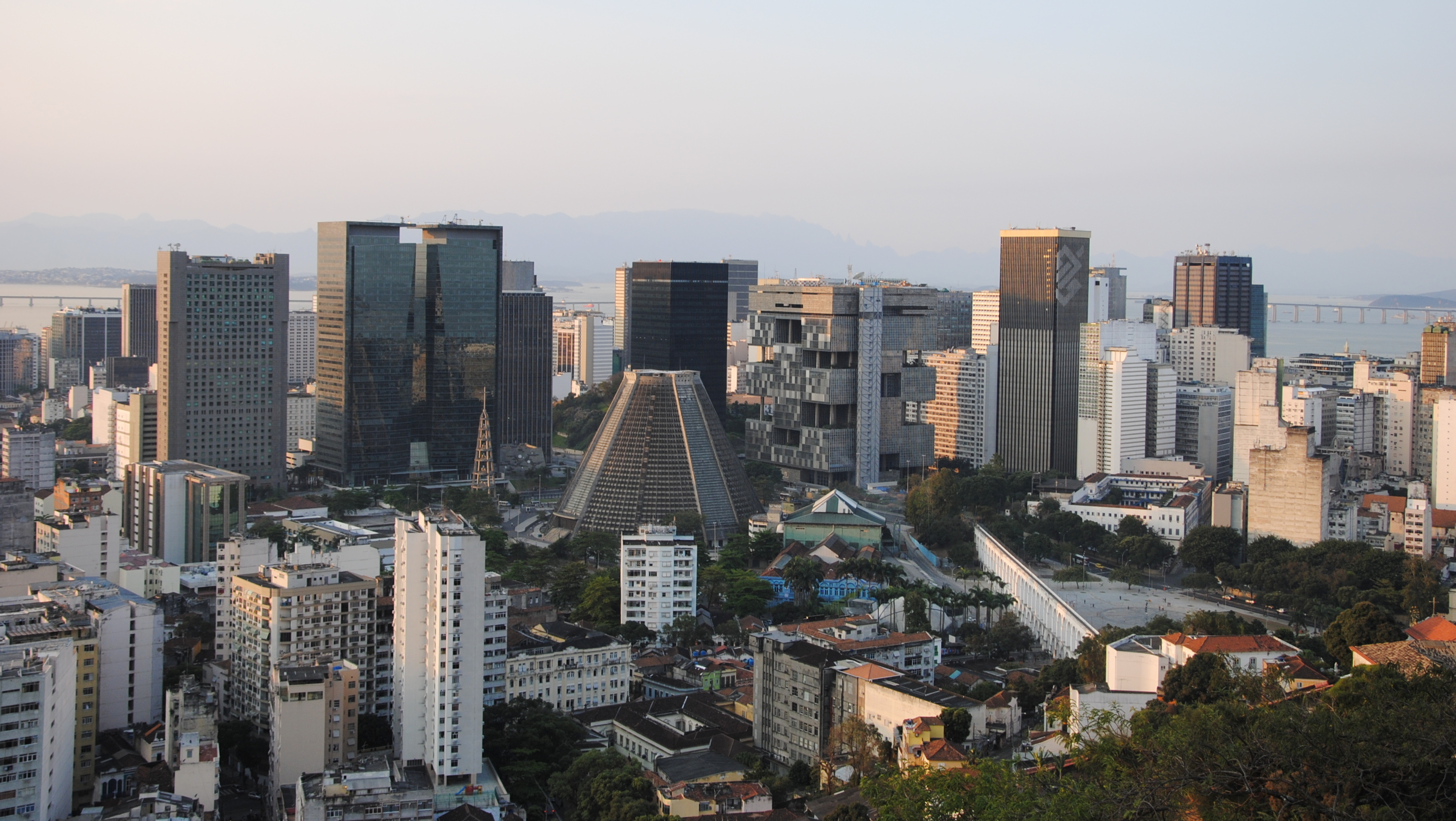
从半空鸟瞰里约热内卢旧市区

1565年，葡萄牙殖民者开始建立里约热内卢城，最初是里约热内卢都督辖区的首府。 18世纪，殖民者在巴西东南地区发现金矿，促使蔗糖的产量开始下降，并将经济地位转让给采矿业，里约热内卢成为一个更加实用的出口港，萨尔瓦多失去其最重要港口的地位，作为一种保护措施和出于后勤战略的考量，葡属殖民地政府于1763年迁移至此，这样有利于监督黄金采矿区。
1807年至1813年，葡萄牙王室和首都里斯本的大部分贵族，在拿破仑一世入侵时，从葡萄牙逃离到巴西，葡萄牙女王玛利亚一世做出临时迁都的决定，将葡萄牙首都从欧洲迁至里约热内卢。 1815年，为了得到当地人民的支持，玛利亚一世宣布葡萄牙和巴西具有平等地位，巴西宣布成为巴西王国，定都在里约热内卢城，并与葡萄牙王国、阿尔加维王国联合成立葡萄牙-巴西-阿尔加维联合王国。
1820年8月，葡萄牙发生自由革命，革命政府成立制宪议会，同时敦促国王若昂六世返回葡萄牙本土，要求廢除君主專制並建立君主立宪制；最终，若昂六世带着几乎所有的王室成员和大臣返国。 1821年7月，若昂六世等众人抵达里斯本，并于次年签署《葡萄牙宪法》，取消赋予巴西的各种特权，使得巴西重新陷入殖民地的境地。葡萄牙制宪议会的决定传回巴西后，巴西人民无法接受再度沦为殖民地，巴西摄政王佩德罗决定留守并反抗这项决议，成立若澤·博尼法西奧·德·安德拉達领导的新政府。
1822年葡萄牙废黜巴西摄政王的职务，获悉决议的佩德罗在聖保羅伊匹兰加河畔宣布巴西独立，成立巴西帝國，自任为巴西皇帝佩德罗一世。1889年，共和主义者罢免佩德罗二世并废除君主制，宣告成立巴西合眾國，里约热内卢一直都是巴西首都；并直到20世纪中叶巴西利亚建成以前，该城市一直扮演着这一角色。

### 巴西利亚

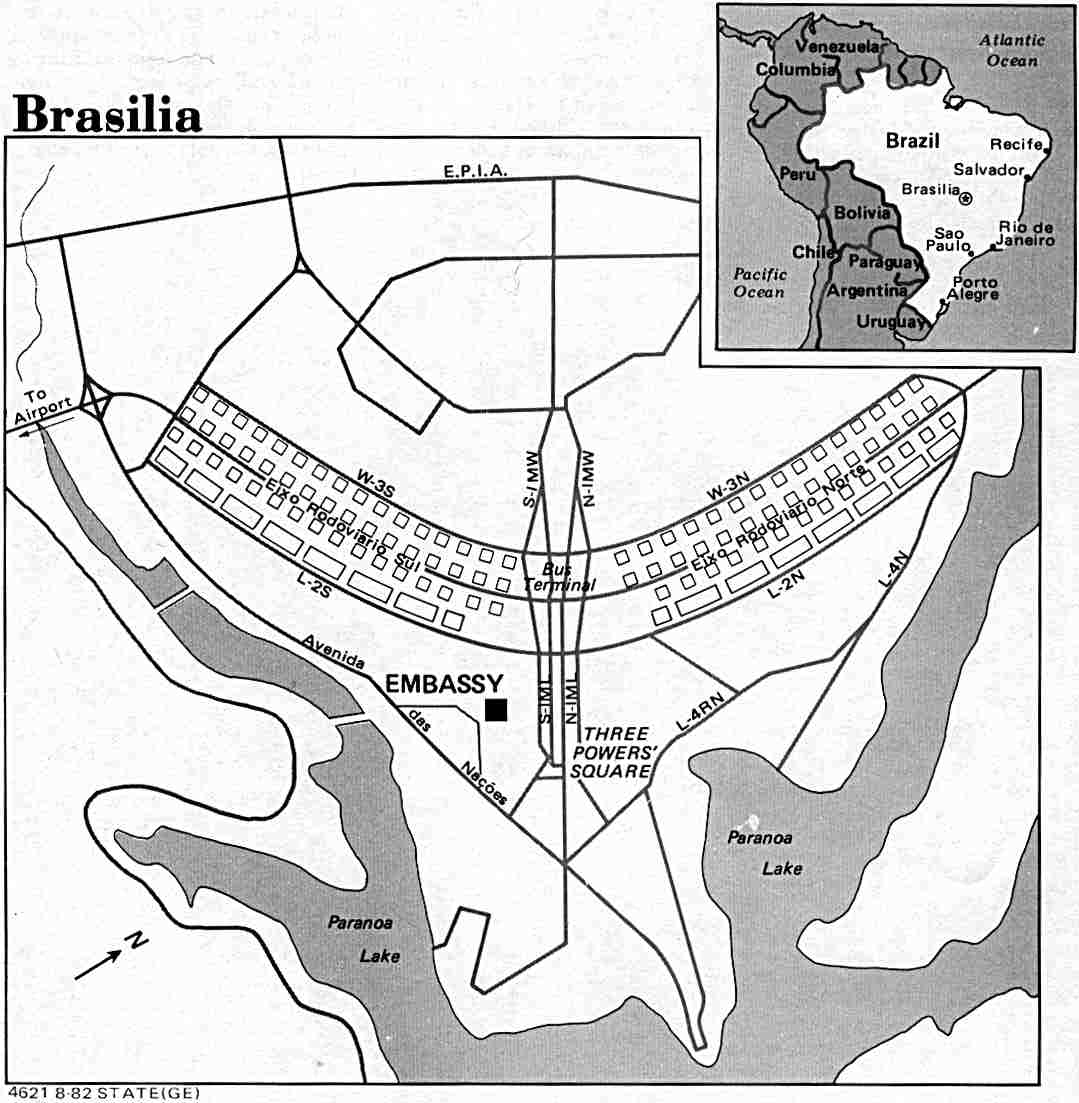
巴西利亚试点计划是受到十字符号启发的对称形状，经常被比喻为飞机或蝴蝶形状，身躯被称为试点计划区，左右两翼被称为南翼和北翼

巴西帝国时期，里约热内卢是法定的首都，但帝国的经济和政治中心位于皇城圣保罗，彼时巴西东南部圣保罗兴盛的咖啡产业，已经接替因矿山枯竭而结束的黄金周期，奠定圣保罗成为“巴西经济首都”的地位。 巴西共和国时期开始，首都里约热内卢的建设规划进入迅速发展期，1930年代巴西开始工业化进程，全国许多人群蜂拥到首都，里约热内卢的城市中心开始饱和，规划重心往南部和西部转移，并在将来形成一个超大的都市圈。
1950年代，里约热内卢的过度城市化导致城市杂乱不堪、负荷过重和发展不均衡，这些成为巴西政府迫切需要解决的问题，于是执政者考虑将联邦首都从沿海迁往内陆地区，位置在巴西地理中心的巴西高原；由于内陆地区人口稀少，人们希望将首都迁往该地区有助于人口增长，同时带动经济出现转机。新首都巴西利亚城于1956年由总统儒塞利諾·庫比契克下令建造，建筑师和城市规划师盧西奧·科斯塔、奧斯卡·尼邁耶主持设计，1960年4月21日正式启用，成为联邦首都，其建造成本为1,500,000,000美元（相等於2024年的17,563,000,000美元）。 巴西从里约热内卢迁都至巴西利亚，由一片几近荒芜的地区，发展成为一个繁华进步的大城市，联合国教科文组织（UNESCO）于1987年将其列入世界遗产名录的文化遗产，被认为是世界迁都史的典型成功案例。
鲜为人知的是，1969年3月24日至27日期间，巴西南部巴拉那州的库里蒂巴曾被短暂定为巴西首都，为期三天；当时正值巴西軍人獨裁統治時期，出于政治宣传的理由，一座不反对军人政权的城市被选为共和国首都。

## 巴西各州首府
巴西联邦共和国有26个州和1个联邦区，共27个联邦单位，分布在5个地理分区。每个州都有独立的州首府，多数情况下是该州最大的、最发达的城市。严格意义上来说，巴西利亚不是一个城市，因为联邦区是由行政区域而非市镇组成的自治单位，因此也不存在首府城市，巴西宪法禁止将巴西利亚划为城市，这一点可以体现在巴西利亚没有市长；联邦区州长同时兼任市长的职能，巴西利亚实际上是联邦区政府所在地，也是联邦政府所在地。
1960年4月21日，巴西首都从里约热内卢迁至巴西利亚，其新领土从戈亚斯州和米纳斯吉拉斯州接壤的边界划出，成为现在的联邦区。巴西首都移交之后，包含里约热内卢的旧联邦区成为瓜纳巴拉州，该州从1960年一直存在到1975年，然后合并入里约热内卢州；两州合并以后，里约热内卢州首府从尼泰罗伊迁回里约热内卢，恢复到1834年巴西帝国设立中立市之前的状况。
|    | 联邦单位       | 缩写 | 首府             | 地理分区   |
| -- | -------------- | ---- | ---------------- | ---------- |
| 1  | 阿克里州       | AC   | 里约布兰科       | 巴西北部   |
| 2  | 阿拉戈斯州     | AL   | 马塞约           | 巴西东北部 |
| 3  | 阿马帕州       | AP   | 马卡帕           | 巴西北部   |
| 4  | 亚马孙州       | AM   | 马瑙斯           | 巴西北部   |
| 5  | 巴伊亚州       | BA   | 萨尔瓦多         | 巴西东北部 |
| 6  | 塞阿拉州       | CE   | 福塔莱萨         | 巴西东北部 |
| 7  | 圣埃斯皮里图州 | ES   | 维多利亚         | 巴西东南部 |
| 8  | 戈亚斯州       | GO   | 戈亚尼亚         | 巴西中西部 |
| 9  | 马拉尼昂州     | MA   | 圣路易斯         | 巴西东北部 |
| 10 | 马托格罗索州   | MT   | 库亚巴           | 巴西中西部 |
| 11 | 南马托格罗索州 | MS   | 大坎普           | 巴西中西部 |
| 12 | 米纳斯吉拉斯州 | MG   | 贝洛奥里藏特     | 巴西东南部 |
| 13 | 帕拉州         | PA   | 贝伦             | 巴西北部   |
| 14 | 帕拉伊巴州     | PB   | 若昂佩索阿       | 巴西东北部 |
| 15 | 巴拉那州       | PR   | 库里蒂巴         | 巴西南部   |
| 16 | 伯南布哥州     | PE   | 累西腓           | 巴西东北部 |
| 17 | 皮奥伊州       | PI   | 特雷西纳         | 巴西东北部 |
| 18 | 里约热内卢州   | RJ   | 里约热内卢       | 巴西东南部 |
| 19 | 北里奥格兰德州 | RN   | 纳塔尔           | 巴西东北部 |
| 20 | 南里奥格兰德州 | RS   | 阿雷格里港       | 巴西南部   |
| 21 | 朗多尼亚州     | RO   | 韦柳港           | 巴西北部   |
| 22 | 罗赖马州       | RR   | 博阿维斯塔       | 巴西北部   |
| 23 | 圣卡塔琳娜州   | SC   | 弗洛里亚诺波利斯 | 巴西南部   |
| 24 | 圣保罗州       | SP   | 圣保罗           | 巴西东南部 |
| 25 | 塞尔希培州     | SE   | 阿拉卡茹         | 巴西东北部 |
| 26 | 托坎廷斯州     | TO   | 帕尔马斯         | 巴西北部   |
| 27 | 联邦区         | DF   | 巴西利亞         | 巴西中西部 |
|    | 巴西           | –    | 巴西利亞         | 南美洲     |

## 历代首都城市
- 万圣湾的圣萨尔瓦多城（São Salvador da Bahia de Todos os Santos，1534年—1763年）
  - 萨尔瓦多城（Salvador，1572年—1578/1581年）：马拉尼昂邦（英语：State of Maranhão (colonial)）首都城市
  - 萨尔瓦多城（Salvador，1621年—1640年）：伊比利亞聯盟统治之下的巴伊亚邦首都城市
- 里约热内卢圣塞巴斯蒂安城（São Sebastião do Rio de Janeiro，1572年—1578/1581年）：巴西邦（英语：State of Brazil）首都城市
- 里约热内卢城（Rio de Janeiro，1763年—1815年）：巴西总督辖区（英语：Viceroyalty of Brazil）首都城市
- 里约热内卢城（Rio de Janeiro，1815年—1822年）：巴西王國、葡萄牙-巴西-阿尔加维联合王国首都城市
- 里约热内卢城（Rio de Janeiro，1822年—1889年）：巴西帝國首都城市
- 里约热内卢城（Rio de Janeiro，1889年—1960年）：巴西合众国（第一共和国）、第二共和国（英语：Vargas Era）、第三共和国及第四共和国首都城市
- 巴西利亚城（Brasília，1960年—现在）：巴西合众国（第四共和国）、第五共和国及1967年开始巴西联邦共和国（第六共和国）首都城市